# Filípico
Filípico Bardanes (en latín:Filepicus, en griego:Φιλιππικός Βαρδάνης) conocido como Fílipico fue emperador de los romanos del 711 al 713.

## Biografía
Filípico fue originalmente llamado Bardanes (en griego: Βαρδάνης, Vardanis; en armenio: Վարդան, Vardan). Era hijo del patricio Nicéforo (Nikephoros), de origen armenia, procedente de una colonia armenia en Pérgamo,
Era un distinguido soldado bajo el reinado de Justiniano II y con el apoyo de los monotelistas tuvo algún tipo de pretensión al trono en la primera gran revuelta que derrocó a Justiniano; el emperador Tiberio III lo desterró a Cefalonia y posteriormente Justiniano, cuando recuperó el poder, lo deportó a Querson, en Crimea. Aquí fue donde Bardanes tomó el nombre de Filípico e incitó con éxito a los habitantes de esta colonia a la rebelión. Los rebeldes tomaron Constantinopla y Justiniano II huyó (sólo para ser asesinado poco después, al ser incapaz de conseguir apoyo en las provincias); su hijo y heredero Tiberio también fue ejecutado. Filípico fue coronado emperador de los romanos en 711.
Su breve reinado dio comienzo a una serie de breves reinados en los que unos generales fueron sustituyendo a otros al frente del Imperio, unos reinados que dieron lugar a confusión política, a pérdida de territorios y a un desprestigio de la figura imperial.

## Reinado
Filípico se destacó en el campo religioso como defensor del monotelismo, doctrina que predicaba que Cristo tenía una única voluntad y que dejaba de lado la cuestión de su naturaleza y de su energía. El monotelismo trataba de ser una solución de compromiso entre la ortodoxia cristiana y el monofisismo. La apuesta de Filípico por el monotelismo entraba en contradicción con la política de sus predecesores que se habían distanciado de esta doctrina y había apostado por la ortodoxia como forma de congraciarse con el cristianismo occidental y el Papado. Se cree que la apuesta de Filípico por el monotelismo fue un intento de atraerse a la población armenia, mayoritariamente monofisita, a la órbita del Imperio, fue por esto que entre sus primeros actos, se encontró el de deponer a Ciro, el patriarca ortodoxo de Constantinopla, en favor de Juan, un miembro de la secta monotelista, además de convocar un concilio de obispos orientales que abolió los cánones del sexto concilio ecuménico. En respuesta la Iglesia católica se negó a reconocer al nuevo emperador y a su patriarca. 
En el plano militar Filípico se tuvo que enfrentar, por un lado, a la pérdida del control imperial sobre la región de Cilicia que cayó en manos de los árabes, mientras que en los Balcanes, los búlgaros bajo el mando de Tervel atacaron al Imperio y llegaron casi hasta las puertas de Constantinopla. Mientras Filípico transfería un ejército desde Opsikion a patrullar los Balcanes, los omeyas bajo Al-Walid I hacían incursiones a través de las debilitadas defensas de Asia menor. A finales de mayo de 713 las tropas de Opsikion se rebelaron en Tracia, varios de sus oficiales entraron en Constantinopla, donde depusieron y cegaron a Filípico. Le sucedió al mando del estado Artemio, un oficial del palacio que tomó el nombre de Anastasio II y que derogó todos los edictos favorecedores del monotelismo que había aprobado su predecesor. Filípico murió ese mismo año.